# Belnaps vierwertige Logik
Belnaps vierwertige Logik (kurz: {\displaystyle \mathrm {FOUR} }) ist ein logisches System mit vier Wahrheitswerten, welches parakonsistentes Schlussfolgern ermöglicht. Sie wurde 1975 von Nuel D. Belnap entwickelt. Belnaps vierwertige Logik verwendet im Gegensatz zur klassischen Logik vier Wahrheitswerte: {\displaystyle t\!\,}, {\displaystyle f\!\,}, {\displaystyle \top } und {\displaystyle \bot }. In diesem System lassen sich auch aus klassisch logisch inkonsistenten Mengen Schlussfolgerungen ziehen.

## Parakonsistentes Schlussfolgern
Eine Konsequenzoperation wird parakonsistent genannt, wenn aus einer inkonsistenten Menge aussagenlogischer Formeln nicht ausschließlich die gesamte logische Sprache gefolgert werden kann. Es sind also sinnvolle, logische Schlussfolgerungen aus inkonsistenten Formelmengen möglich.
Sei {\displaystyle {\mathcal {L}}} eine aussagenlogische Sprache mit Signatur {\displaystyle \Sigma \!\,} eine Menge von Formeln dieser Sprache. Eine Konsequenzrelation {\displaystyle \models _{p}} heißt parakonsistent, wenn es eine Formelmenge {\displaystyle {\mathcal {F}}} aus {\displaystyle {\mathcal {L}}} gibt, so dass nicht
{\displaystyle {\mathcal {F}}\models {\mathcal {L}}}
gilt.

## Wahrheitswerte
Belnaps vierwertige Logik legt im Gegensatz zur klassischen Logik, welche nur die Wahrheitswerte {\displaystyle t} und {\displaystyle f} kennt, zwei weitere Wahrheitswerte {\displaystyle \top } und {\displaystyle \bot } zugrunde. {\displaystyle \top } drückt dabei Inkonsistenz aus, also einen Überschuss an Wissen. {\displaystyle \bot } hingegen beschreibt den Mangel an Wissen, auch als unvollständig bezeichnet.
{\displaystyle \mathrm {FOUR} =\{t,f,\top ,\bot \}}
| Wahrheitswert         | Repräsentation |
| --------------------- | -------------- |
| {\displaystyle t\!\,} | (1, 0)         |
| {\displaystyle f\!\,} | (0, 1)         |
| {\displaystyle \top } | (1, 1)         |
| {\displaystyle \bot } | (0, 0)         |

Analog zur klassischen Logik werden diese Werte mit Hilfe von Zahlen repräsentiert.
Auf Basis der vier Wahrheitswerte werden zwei Vergleichsrelationen definiert.
{\displaystyle \leq _{t}}
vergleicht zwei Werte bezüglich ihres Wahrheitsgehaltes,
{\displaystyle \leq _{k}}
vergleicht den Wissensgehalt.
Vergleiche zweier Wahrheitswerte mittels dieser Relationen sind definiert durch:
{\displaystyle (x_{1},y_{1})\leq _{t}(x_{2},y_{2})} gdw. {\displaystyle x_{1}\leq x_{2}} und {\displaystyle y_{1}\geq y_{2}}.
{\displaystyle (x_{1},y_{1})\leq _{k}(x_{2},y_{2})} gdw. {\displaystyle x_{1}\leq x_{2}} und {\displaystyle y_{1}\leq y_{2}}.
Somit ist {\displaystyle f\leq _{t}t} und {\displaystyle \bot \leq _{k}\top }. Die Werte {\displaystyle \top } und {\displaystyle \bot } sind bezüglich {\displaystyle \leq _{t}} unvergleichbar, analog sind {\displaystyle t\!\,} und {\displaystyle f\!\,} bezüglich {\displaystyle \leq _{k}} unvergleichbar.

## Auswertung
Die Auswertungsfunktion {\displaystyle \mathrm {I} } ist definiert durch
{\displaystyle \mathrm {I} :\Sigma \!\,\rightarrow \mathrm {FOUR} }
und liefert Interpretationen für atomare logische Formeln.

### Junktoren
Neben Interpretationen für atomare Formeln werden Auswertungen der logischen Junktoren {\displaystyle \land }, {\displaystyle \lor } und {\displaystyle \neg \!\,}, sowie für {\displaystyle \supset } (starke Implikation) rekursiv festgelegt.
Seien A und B Formeln.
- {\displaystyle I(\neg {A})=\!\,\neg {I(A)}}
- {\displaystyle I(A\land B)=\!\,I(A)\land I(B)}
- {\displaystyle I(A\lor B)=\!\,I(A)\lor I(B)}
- {\displaystyle I(A\supset B)=\!\,I(A)\supset I(B)}

und
- {\displaystyle \neg {(x,y)}=\!\,(y,x)}
- {\displaystyle (x_{1},y_{1})\land (x_{2},y_{2})=(x_{1}\land x_{2},y_{1}\lor y_{2})}
- {\displaystyle (x_{1},y_{1})\lor (x_{2},y_{2})=(x_{1}\lor x_{2},y_{1}\land y_{2})}
- {\displaystyle (x_{1},y_{1})\supset (x_{2},y_{2})=(\neg {x_{1}}\lor x_{2},x_{1}\land y_{2})}.

Daneben werden abgeleitete Junktoren definiert, ähnlich der aussagenlogischen materiellen Implikation:
- {\displaystyle A\Rightarrow B\equiv \neg {A}\lor B}
- {\displaystyle A\rightarrow B\equiv (A\supset B)\land (\neg {B}\supset \neg {A})}

Mit Hilfe der Interpretationsfunktion {\displaystyle I\!\,} können logische Ausdrücke in Belnaps vierwertiger Logik ausgewertet werden, indem jeder atomaren Formel ein Wahrheitswert zugeordnet wird und dabei die Formeln rekursiv interpretiert werden.

### Wahrheitstafeln

#### Negation
| {\displaystyle \neg } |                       |
| --------------------- | --------------------- |
| {\displaystyle t\!\,} | {\displaystyle f\!\,} |
| {\displaystyle f\!\,} | {\displaystyle t\!\,} |
| {\displaystyle \top } | {\displaystyle \top } |
| {\displaystyle \bot } | {\displaystyle \bot } |

#### Konjunktion
| {\displaystyle \land } | {\displaystyle t\!\,} | {\displaystyle f\!\,} | {\displaystyle \top } | {\displaystyle \bot } |
| ---------------------- | --------------------- | --------------------- | --------------------- | --------------------- |
| {\displaystyle t\!\,}  | {\displaystyle t\!\,} | {\displaystyle f\!\,} | {\displaystyle \top } | {\displaystyle \bot } |
| {\displaystyle f\!\,}  | {\displaystyle f\!\,} | {\displaystyle f\!\,} | {\displaystyle f\!\,} | {\displaystyle f\!\,} |
| {\displaystyle \top }  | {\displaystyle \top } | {\displaystyle f\!\,} | {\displaystyle \top } | {\displaystyle f\!\,} |
| {\displaystyle \bot }  | {\displaystyle \bot } | {\displaystyle f\!\,} | {\displaystyle f\!\,} | {\displaystyle \bot } |

#### Disjunktion
| {\displaystyle \lor } | {\displaystyle t\!\,} | {\displaystyle f\!\,} | {\displaystyle \top } | {\displaystyle \bot } |
| --------------------- | --------------------- | --------------------- | --------------------- | --------------------- |
| {\displaystyle t\!\,} | {\displaystyle t\!\,} | {\displaystyle t\!\,} | {\displaystyle t\!\,} | {\displaystyle t\!\,} |
| {\displaystyle f\!\,} | {\displaystyle t\!\,} | {\displaystyle f\!\,} | {\displaystyle \top } | {\displaystyle \bot } |
| {\displaystyle \top } | {\displaystyle t\!\,} | {\displaystyle \top } | {\displaystyle \top } | {\displaystyle t\!\,} |
| {\displaystyle \bot } | {\displaystyle t\!\,} | {\displaystyle \bot } | {\displaystyle t\!\,} | {\displaystyle \bot } |

#### Starke Implikation
| {\displaystyle \supset } | {\displaystyle t\!\,} | {\displaystyle f\!\,} | {\displaystyle \top } | {\displaystyle \bot } |
| ------------------------ | --------------------- | --------------------- | --------------------- | --------------------- |
| {\displaystyle t\!\,}    | {\displaystyle t\!\,} | {\displaystyle f\!\,} | {\displaystyle \top } | {\displaystyle \bot } |
| {\displaystyle f\!\,}    | {\displaystyle t\!\,} | {\displaystyle t\!\,} | {\displaystyle t\!\,} | {\displaystyle t\!\,} |
| {\displaystyle \top }    | {\displaystyle t}     | {\displaystyle f}     | {\displaystyle \top } | {\displaystyle \bot } |
| {\displaystyle \bot }    | {\displaystyle t\!\,} | {\displaystyle t\!\,} | {\displaystyle t\!\,} | {\displaystyle t\!\,} |

#### Materielle Implikation
| {\displaystyle \Rightarrow \!\,} | {\displaystyle t\!\,} | {\displaystyle f\!\,} | {\displaystyle \top } | {\displaystyle \bot } |
| -------------------------------- | --------------------- | --------------------- | --------------------- | --------------------- |
| {\displaystyle t\!\,}            | {\displaystyle t\!\,} | {\displaystyle f\!\,} | {\displaystyle \top } | {\displaystyle \bot } |
| {\displaystyle f\!\,}            | {\displaystyle t\!\,} | {\displaystyle t\!\,} | {\displaystyle t\!\,} | {\displaystyle t\!\,} |
| {\displaystyle \top }            | {\displaystyle t\!\,} | {\displaystyle \top } | {\displaystyle \top } | {\displaystyle t\!\,} |
| {\displaystyle \bot }            | {\displaystyle t\!\,} | {\displaystyle \bot } | {\displaystyle t\!\,} | {\displaystyle \bot } |

#### Implikation
| {\displaystyle \rightarrow \!\,} | {\displaystyle t\!\,} | {\displaystyle f\!\,} | {\displaystyle \top }     | {\displaystyle \bot }     |
| -------------------------------- | --------------------- | --------------------- | ------------------------- | ------------------------- |
| {\displaystyle t\!\,}            | {\displaystyle t\!\,} | {\displaystyle f\!\,} | {\displaystyle f}         | {\displaystyle \bot }     |
| {\displaystyle f\!\,}            | {\displaystyle t\!\,} | {\displaystyle t\!\,} | {\displaystyle t\!\,}     | {\displaystyle t\!\,}     |
| {\displaystyle \top }            | {\displaystyle t\!\,} | {\displaystyle f}     | {\displaystyle \top }     | {\displaystyle \bot \!\,} |
| {\displaystyle \bot }            | {\displaystyle t\!\,} | {\displaystyle \bot } | {\displaystyle \bot \!\,} | {\displaystyle t}         |

## Erfüllung
Zwei Werte aus {\displaystyle \mathrm {FOUR} } werden als wahr interpretiert und zu einer Menge von designierten Werten zusammengefasst:
{\displaystyle {\mathcal {D}}=\{t,\top \}}
Eine Interpretation {\displaystyle I\!\,} erfüllt eine Formel {\displaystyle F\!\,},
{\displaystyle I\models _{4}F},
wenn gilt
{\displaystyle I(F)\in {\mathcal {D}}}.
Man sagt auch {\displaystyle I\!\,} ist ein Modell von {\displaystyle F\!\,}. Die Menge aller {\displaystyle \mathrm {FOUR} }-Modelle einer Menge aussagenlogischer Formeln {\displaystyle {\mathcal {F}}} wird als {\displaystyle Mod_{4}({\mathcal {F}})} bezeichnet.

## Inferenz
Wie in der klassischen Aussagenlogik wird für {\displaystyle \mathrm {FOUR} } eine Inferenzrelation definiert, mittels derer aus vorliegendem Wissen auf neues Wissen geschlossen werden kann.
Seien {\displaystyle {\mathcal {F}}}, {\displaystyle A\!\,} eine Menge von {\displaystyle \mathrm {FOUR} }-Formeln, bzw. ein {\displaystyle \mathrm {FOUR} }-Formel.
{\displaystyle F\models _{4}A}
gilt, wenn jedes {\displaystyle \mathrm {FOUR} }-Model von {\displaystyle {\mathcal {F}}} auch ein {\displaystyle \mathrm {FOUR} }-Model von {\displaystyle A\!\,} ist, also wenn
{\displaystyle Mod_{4}({\mathcal {F}})\subseteq A}.
Die Konsequenzrelation {\displaystyle \models _{4}} ist monoton, kompakt und parakonsistent.

## Eigenschaften
Das logische System {\displaystyle \mathrm {FOUR} } hat ähnliche Eigenschaften wie die klassische Aussagenlogik.

### De Morgan’sche Regel
{\displaystyle \neg ((x_{1},y_{1})\land (x_{2},y_{2}))=\neg (x_{1},x_{2})\lor \neg (x_{2},y_{2})}
{\displaystyle \neg ((x_{1},y_{1})\lor (x_{2},y_{2}))=\neg (x_{1},x_{2})\land \neg (x_{2},y_{2})}

### Schnitt
Wie in der Aussagenlogik gilt:
{\displaystyle Mod_{4}(A\land B)=Mod_{4}(A)\cap Mod_{4}(B)}

### Tautologien
In {\displaystyle \mathrm {FOUR} } existieren keine Tautologien. Insbesondere ist
{\displaystyle A\lor \neg {A}\!\,}
keine Tautologie.

### Materielle Implikation
Wie in der Aussagenlogik definiert kann auch in {\displaystyle \mathrm {FOUR} } die materielle Implikation
{\displaystyle A\Rightarrow B\equiv B\lor \neg A}
verwendet werden. Allerdings verliert sie ihre Stärke und die Formelmenge
{\displaystyle \{A,A\Rightarrow B\}\!\,}
kann designiert (wahr) sein, auch wenn B nicht designiert ist. Das Gesetz vom ausgeschlossenen Dritten gilt in {\displaystyle \mathrm {FOUR} } also nicht. Die starke Implikation wurde in {\displaystyle \mathrm {FOUR} } eingeführt um diesem Missstand abzuhelfen.

### Starke Implikation
Zwischen der starken Implikation {\displaystyle \supset } und der Inferenzrelation {\displaystyle \models _{4}} existiert ein ähnlicher Zusammenhang wie in der Aussagenlogik zwischen {\displaystyle \Rightarrow \!\,} und {\displaystyle \models }.
Sei {\displaystyle {\mathcal {F}}} eine Menge von {\displaystyle \mathrm {FOUR} }-Formeln; {\displaystyle A}, {\displaystyle B} {\displaystyle \mathrm {FOUR} }-Formeln. Es gilt:
{\displaystyle {\mathcal {F}},A\models _{4}B} gdw. {\displaystyle F\models _{4}A\supset B}

## Beispiele
Im Folgenden werden die drei Atome {\displaystyle F}, {\displaystyle P} und {\displaystyle V} verwendet, welche mit folgenden Bedeutungen interpretiert werden können:
| Atom              | Bedeutung    |
| ----------------- | ------------ |
| {\displaystyle F} | kann fliegen |
| {\displaystyle P} | Pinguin      |
| {\displaystyle V} | Vogel        |

### Parakonsistenz
Die Formel
{\displaystyle \phi =P\land (P\Rightarrow V)\land (V\Rightarrow F)\land (P\Rightarrow \neg {F})}
ist in der klassischen Logik inkonsistent.
In {\displaystyle \mathrm {FOUR} } allerdings existieren {\displaystyle \mathrm {FOUR} }-Interpretationen, mit denen {\displaystyle \phi \!\,} designiert ist, also
{\displaystyle I\models _{4}\phi }
Beispiele für solche Belegungen sind:
{\displaystyle I_{1}(P)=t,I_{1}(V)=t,I_{1}(F)=\top }
{\displaystyle I_{2}(P)=\top ,I_{2}(V)=\top ,I_{3}(F)=\top }

### Starke Implikation
Mit Hilfe der materiellen und starken Implikation lassen sich verschiedene Arten von Folgerungen modellieren. Die materielle Implikation modelliert dabei Folgerungen mit Ausnahmen, die starke Implikation hingegen ausnahmsloses Wissen.
{\displaystyle {\mathcal {F}}=\{V,P,V\Rightarrow F,P\supset V,P\supset \neg {F}\}}
Die Formelmenge hat 6 {\displaystyle \mathrm {FOUR} }-Modelle:
| Modell | F                     | P                     | V                     |
| ------ | --------------------- | --------------------- | --------------------- |
| M1     | {\displaystyle \top } | {\displaystyle t\!\,} | {\displaystyle \top } |
| M2     | {\displaystyle \top } | {\displaystyle \top } | {\displaystyle \top } |
| M3     | {\displaystyle f\!\,} | {\displaystyle t\!\,} | {\displaystyle \top } |
| M4     | {\displaystyle f\!\,} | {\displaystyle \top } | {\displaystyle \top } |
| M5     | {\displaystyle \top } | {\displaystyle t\!\,} | {\displaystyle t\!\,} |
| M6     | {\displaystyle \top } | {\displaystyle \top } | {\displaystyle t\!\,} |